# Phil Walden
Phil Walden (* 11. Januar 1940; † 23. April 2006) war Manager des Soulsängers Otis Redding. Nach dessen Unfalltod gründete er 1969 sein in Macon ansässiges Musiklabel Capricorn Records, für das er noch relativ unbekannte Bands aus der Region unter Vertrag nahm. Seine Plattenfirma verhalf Künstlern wie „The Allman Brothers Band“, „The Marshall Tucker Band“, „Grinderswitch“ oder „The Elvin Bishop Group“ Anfang der 1970er Jahre zum internationalen Durchbruch und prägte so den noch neuen Musikstil "Southern Rock" mit. Walden unterstützte 1976 die US-Präsidentschaftskandidatur von Außenseiter Jimmy Carter, Kandidat der Demokratischen Partei. Dazu organisierte er Konzerte mit The Allman Brothers Band als Zugpferd. Die Einnahmen flossen in den Wahlkampf des erfolgreichen Kandidaten.